# Alexander Patch
Alexander McCarrell Patch (Fuerte Huachuca, 23 de noviembre de 1889-Fuerte Sam Houston, 21 de noviembre de 1945) fue un militar estadounidense, alto oficial del Ejército de los Estados Unidos que luchó en ambas guerras mundiales, alcanzando el rango de general. Durante la Segunda Guerra Mundial, estuvo al mando de las fuerzas del Ejército y de Marines estadounidenses durante la campaña de Guadalcanal en el Pacífico, y del Séptimo Ejército en el Frente Occidental en Europa.
Ante la posibilidad de una invasión de Japón, Patch regresó a Estados Unidos en agosto de 1945 para hacerse cargo del Cuarto Ejército, con sede en el Fuerte Sam Houston de Texas. Murió tres meses después, en noviembre, a la edad de 55 años. Su salud se había resentido durante su estancia en el Pacífico a principios de la guerra. «Sandy» Patch y Lucian Truscott fueron los dos únicos oficiales del ejército estadounidense en servicio activo durante la Segunda Guerra Mundial que comandaron una división, un cuerpo y un ejército.
Fue ascendido póstumamente en julio de 1954 a general de cuatro estrellas desde su rango de teniente general en el momento de su muerte.